# 雍熙
雍熙（984年十一月—988年正月）是宋太宗的第二个年号，北宋使用这个年号共5年。
雍熙年间最大的事件是宋太宗决定收复北部幽云十六州而发动的雍熙北伐，但是这场战役以北伐军败北告终。

## 年號含義
有和樂昇平的意思。

## 改元
- 太平興國九年——十一月二十一日，有詔改元雍熙。[2][3][4]
- 雍熙五年——正月十七日，有詔改元端拱。[5][6][7]

## 紀年對照表
| 雍熙   | 元年  | 二年  | 三年  | 四年  | 五年  |
| ------ | ----- | ----- | ----- | ----- | ----- |
| [公元] | 984年 | 985年 | 986年 | 987年 | 988年 |
| 干支   | 甲申  | 乙酉  | 丙戌  | 丁亥  | 戊子  |

## 大事记
- 雍熙三年——禁海贾[8]
- 雍熙三年——雍熙北伐，北宋进攻辽国大败。

## 逝世
- 雍熙三年——杨业，北宋将军
- 雍熙四年七月七日——林默娘，后被尊为妈祖

## 同期存在的其他政权年号
- 中國
  - 統和（983年－1012年）：契丹—遼聖宗耶律隆绪之年號
  - 明政（969年－985年）：大理—段素順之年號
  - 廣明（986年－888年）：大理—段素英之年號
  - 中興（978年－985年）：于闐—尉遲達磨之年號
  - 天兴（986年－999年）：于闐—尉迟僧伽罗摩之年號
- 越南
  - 天福（980年－988年）：前黎朝—黎桓之年号
- 日本
  - 永觀（983年－985年）：圓融天皇與花山天皇之年号
  - 寬和（985年－987年）：花山天皇與一條天皇之年号
  - 永延（987年－989年）：一條天皇之年号

## 深入閱讀
- 李崇智. . 北京: 中華書局. 2004年12月. ISBN 7101025129.
- 鄧洪波. . 臺北: 國立臺灣大學東亞經典與文化研究計劃. 2005年3月  [2007-03-11]. ISBN 9789860005189. （原始内容 (pdf)存档于2007-08-25）.

| 前一年號： 太平兴国 | 北宋年号 | 下一年號： 端拱 |